# Paul Biensfeldt
Paul Biensfeldt (Berlim, 4 de março de 1869 – Berlim, 2 de abril de 1933) foi um ator alemão de cinema e teatro. Ele atuou em filmes mudos entre 1915 e 1932.

## Filmografia selecionada
- The Canned Bride (1915)
- The Queen's Love Letter (1916)
- Countess Kitchenmaid (1918)
- Carmen (1918)
- My Wife, the Movie Star (1919)
- Harakiri (1919)
- Anne Boleyn (1920)[2]
- Die Bergkatze (1921)[2]
- Der Abenteurer (1926)
- A Student's Song of Heidelberg (1930)
- The Flute Concert of Sans-Souci (1930)
- The Beggar Student (1931)
- My Friend the Millionaire (1932)
- Madame Makes Her Exit (1932)
- A Tremendously Rich Man (1932)
- Trenck (1932)